# Сулејманија (покрајина)
Сулејманија је једна од покрајина Ирачког Курдистана. Управно седиште је град Сулејманија, а покрајина има 1.894.000 становника. Налази се на северу Ирака, односно на истоку Ирачког Курдистана, уз границу са Ираном. Становништво чине претежно Курди. 
Регионална влада Ирачког Курдистана је анектирала делове покрајина Дијала и Саладин и прикључила их покрајини Сулејманији. Од источног дела покрајине је 2014. године формирана нова покрајина Халабџа.

## Окрузи покрајине
- Сулејманија
- Карадаг
- Дукан
- Пенџвин
- Ранија
- Пишдар
- Шарбажер
- Шаразур
- Саид Садик
- Халабџа
- Мават
- Чамчамал
- Дарбандихан
- Калар
- Кифри
- Ханакин